# Horacio Muñoz
Horacio Muñoz (3 agosto 1905 – 23 ottobre 1976) è stato un calciatore cileno, di ruolo attaccante.

## Carriera
In carriera, Muñoz giocò per l'Arturo Fernandez Vial.
Con la nazionale cilena, Muñoz disputò tre Coppe America nel 1917, 1919 e 1920. Fu convocato anche per il Mondiale 1930 in Uruguay ma non giocò alcuna partita.